# 재난지원금
재난지원금은 코로나바이러스감염증-19에 따른 경제활동과 소비심리가 크게 위축되고 민생·경제 전반의 어려움이 확대되어 소상공인·자영업자·일반 국민의 광범위한 계층에 피해가 발생한 상황에서, 주로 사회적 취약계층을 대상으로 한 기존 복지제도로는 지원의 사각지대가 발생했다.이에 따라 국가 또는 지방자치단체가 국민의 생계 안정과 소비촉진 등을 위하여 지원하는 금액이다.

## 1차 재난지원금
2020년 5월 대한민국 국민에게 총 14.2조원을 지급하였다.

## 2차 재난지원금
1차때와 다르게 선별 지급되었다. 총 7.8조의 규모였으며 1차 재난지원금과 다르게 선별 지급 되었다.

## 5차 재난지원금
2021년 9월 6일부터 10월 29일까지, 대한민국 국민 중 소득하위 약 88%를 대상으로 1인당 25만원을 지급한다.

## 같이 보기
- 재난
- 보조금